# にゃんコン! ネコ耳ナース?キツネ巫女?
『にゃんコン! ネコ耳ナース?キツネ巫女?』は、石川千里による日本のアダルト小説。イラストは成瀬守が担当。2007年、美少女文庫（フランス書院）より刊行。

## ストーリー
動物病院院長の息子である、茂野　大介（しげの　だいすけ）は、骨折により入院中の父に代わり、預かっている動物たちの面倒を見る冬休みを送っていた。そんなある日、幼馴染の桜沢　真由（さくらざわ　まゆ）がやってきたのだが、どういう訳なのか、ネコ耳とネコ尻尾が生えていた。聞くところによると、以前病院でお世話になっていた雌猫のミーシャの魂が、病院に恩返ししたいと、真由に憑依しているらしい。それで、今後どうするか話し合っていると、今度は学校の先輩である、宮ノ森　静華（みやのもりしずか）が訪ねてきた。彼女もまた、狐のコンの魂に憑依されており、キツネ耳とキツネ尻尾が生えていた。動物耳の生えた状態で、外を出歩くわけにもいかないという事で、動物たちの世話を住み込みで手伝う事になった二人なのだが……。

## キャラクター

### 主なキャラクター
茂野　大介（しげの　だいすけ）
茂野動物病院院長の息子であり、本作の主人公。転院先が見つからなかったり、拾った動物であったりで、引き取り手の見つからなかった十数匹の動物たちを、父の退院までの間、面倒を見なくてはならなくなり、冬休みの遊びの予定を、全てキャンセルする羽目になった。真由と静華が住み込みで世話を手伝ってくれる日々を送っていたが、ある日帰宅すると、発情中の真由と静華が絡み合っていたところに出くわし、そのまま襲われる形で、二人と関係を持った。
二人の事は甲乙つけがたく思っており、エピローグにおいても優先順位を付けられずにいる。
桜沢　真由（さくらざわ　まゆ）
語尾に「だぞ」と付けたりする、ボーイッシュな少女。主人公の幼馴染であり、ミーシャに憑依される前も、主人公を手伝いに来たりしていた。静華が発情期になったのを見て、真由（の中の、ミーシャの魂）も発情期となる。その後、うずく本能を抑えきれず、静華と愛撫しあった。
宮ノ森　静華（みやのもりしずか）
宮ノ森神社の宮司の娘で、主人公の一つ上の二年生。学園で飼われている動物の世話をするほど動物好きであり、主人公とはそこで知り合った。コンに憑依されたことにより、父から「霊が成仏するまで神社の敷居をまたぐな」と言われている。なんでもできるタイプに見えて、実はドジっ子な面もある。病院を手伝う日々を送っていたが、ある日、「キツネの発情期」となり、自慰をしているところを真由に見られてしまった。

### 動物たち
ミーシャ
桜沢家で飼われていた雌猫であり、とても可愛がられていた。だが、数か月前に病気が見つかり、しばらく入院した後、本編の一か月ほど前に死去。「恩返し」をする為に、真由に憑依した。
コン
本編の一か月ほど前に、静華によって担ぎこまれてきた雌ギツネ。自動車にはねられており、名医の徹でも手の施しようがなく、二週間後（本編の二週間前）に死去。「恩返し」をする為に、静華に憑依した。

### 関係者
茂野　徹（しげの　とおる）
名医と名高く、診察日には、多くの患者が訪れていた。だがある日、野生動物の保護をするボランティア活動の際に遭難し、骨折。病院は休診し、入院することになる。
動物看護士の女性
先日まで働いていたのだが、徹が怪我をする少し前に、寿退職したばかりだった。その為、大介は入院中の動物たちの転院等の連絡や実務を一人でする羽目になった。
宮ノ森神社の宮司
静華の父。一見、厳しすぎるような言葉を娘に掛けたりするが、娘の幸せを願っており、物語終盤で静華がした「願い」をあっさりと認めた。

## 書籍情報
にゃんコン!―ネコ耳ナース?キツネ巫女? (美少女文庫)
2007年3月30日　第１刷発行　ISBN 978-4-8296-5808-6